# Ferrari (Duki)
Ferrari è un singolo del rapper argentino Duki, pubblicato il 15 giugno 2018.

## Tracce
1. Ferrari – 3:01